# Малеш Іван Петрович
Іван Петрович Малеш (8 лютого 1939 — 1997) — український волейболіст. Капітан збірної України ФСТ «Колос» (1970–1980). Майстер спорту СРСР, член ФСТ «Колос».

## Біографія
Народився 8 лютого 1939 року в с. Раково Перечинського району. Після закінчення Раківської семирічки навчався в Тур'я-Реметівській середній школі. Згодом отримав професію тракториста у Мукачівському училищі механізації сільського господарства, де за часів навчання брав участь в освоєнні цілинних земель Казахстану. По комсомольській путівці був направлений на роботу до Донбасу, де працював на шахтах. Чотири роки перебував на службі у лавах Військово-морського флоту Радянської Армії. Після демобілізації вступив на навчання до Львівського державного інституту фізичної культури. Навчаючись на заочному відділенні, працював учителем Ставнянської середньої школи на Великоберезнянщині, а згодом — Порошківської. Після закінчення вузу працював учителем фізкультури у рідному селі. Через рік, у березні 1968 року був призначений головою комітету з фізичної культури та спорту Перечинського району, де працював до 1971 року. У тому ж 1971 повертається на роботу до школи у с. Раково, а з 1978 року стає директором школи. З 1980 року обраний заступником голови місцевого колгоспу ім. Шевченка, одночасно вступивши на навчання до Мукачівського радгосп-технікуму за спеціальністю агронома. З 1989 року обраний головою згаданого вище колгоспу, де працював до 1997 року.

## Спортивна діяльність
Більше десяти років входив до складу збірної Закарпатської області з волейболу. У 1970–1980 роках був капітаном збірної України спортивного товариства «Колос». Виконав норматив майстра спорту СРСР.

## Пам'ять
У 1989 році Перечинська районна федерація волейболу започаткувала турнір пам'яті мс СРСР Івана Малеша. Традиційно у ньому беруть участь найкращі волейбольні команди району.